# Blondie
Blondie (с англ. — «Бло́нди», переводится как «блондинка») — американская рок-группа, пионеры новой волны и панк-рока. Группа стала известна после своего альбома Parallel Lines, который вышел в 1978 году. Песни из этого альбома стали международными хитами. В 1982 году Blondie распались, Дебби Харри, вокалистка, начала сольную карьеру. В 1997 году группа вновь собралась и играет до сих пор.

## История

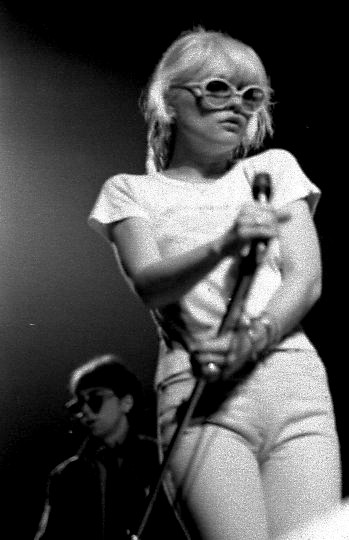
Дебби Харри и Крис Стейн, 1978 год

В 1965 году Дебби Харри переехала из Нью-Джерси в Нью-Йорк. Работала на различных работах. В 1967 году присоединилась к психоделической фолк-группе The Wind in the Willows в качестве бэк-вокалистки. Группа выпустила один альбом и распалась. Некоторое время работала официанткой в клубе Max’s Kansas City. Там получила возможность познакомиться со множеством знаменитостей, которые туда заходили. В 1973 году она примкнула к сообществу, которое начало формироваться вокруг группы New York Dolls, которые периодически выступали в Mercer Arts Center. Дебби Харри присоединилась к панк-группе The Stilettoes. Она была вокалисткой с двумя другими девушками. Там она познакомилась с гитаристом Крисом Стейном, с которым у неё завязались романтические отношения. До этого Стейн играл в панк-группе The Magic Tramps, где фронтменом был Эрик Эмерсон, актёр Энди Уорхола.
The Stilettoes не вызвали интереса у музыкальных лейблов. В 1974 году Дебби Харри и Крис Стейн, объединившись с бас-гитаристом Фредом Смитом и барабанщиком Билли О’Коннором, также бывшими участниками The Stilettoes, основали группу Angel and the Snake. После нескольких концертов музыканты переименовались в Blondie. Дебби Харри красилась в блондинку и иногда, когда она шла по улице, водители из проезжающих мимо машин кричали ей: «Hey, Blondie!». Некоторое время в 1974 году в группе играл Иван Крал. В следующем году Фред Смит и Билли О’Коннор покинули группу. В качестве ударника к группе присоединился Клем Бёрк, на бас-гитару взяли Гэри Валентайна, а Джимми Дестри встал за клавишные. Группа много выступала в клубах CBGB и Max’s Kansas City. Некоторое время к ним присматривался музыкальный критик Алан Бетрок. В 1975 году он спродюсировал демозапись группы. Бетрок не был уверен в успехе группы и переключился на другие проекты.
На группу обратил внимание продюсер Ричард Готтерер. Blondie подписали контракт с небольшим лейблом Private Stock Records и в 1976 году выпустили свой дебютный одноимённый альбом. Критики приняли альбом сдержанно. В Австралии он вызвал больший интерес. Композиция «In the Flesh» достигла 2 строчки в австралийском чарте. В следующем году Игги Поп позвал их выступать у него на разогреве в его туре по США, где на клавишах у него играл Дэвид Боуи. Затем Blondie ездили в Великобританию с группой Television, ещё одной группой из CBGB. В 1977 году группу покинул Гэри Валентайн. Его бас-гитару ненадолго заменил Фрэнк Инфанте. Позже на бас-гитару взяли Найджела Харрисона, а Фрэнк Инфанте перешёл на ритм-гитару.
Blondie ушли с Private Stock Records и подписали контракт с британским лейблом Chrysalis Records. В начале 1978 года они выпустили свой второй альбом Plastic Letters и активно гастролировали в его поддержку. Хитом в Великобритании стала песня «Denis», она добралась до 2 строчки британского чарта. Это была кавер-версия на песню 1963 года «Denise» ду-воп коллектива Randy & the Rainbows. В топ-10 в Великобритании попал и сингл «(I’m Always Touched by Your) Presence, Dear».

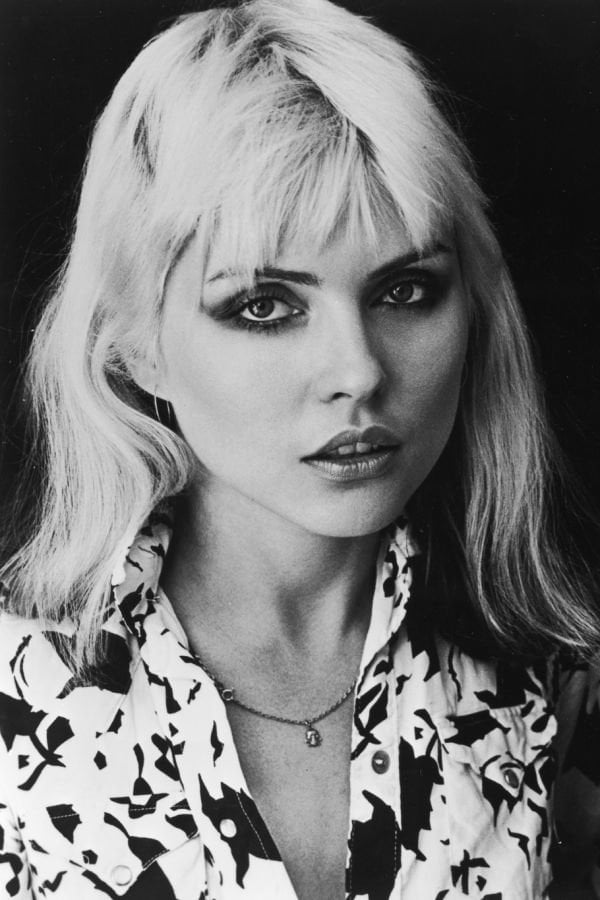
Дебби Харри в 1978 году

Повышенное внимание привлекала к себе вокалистка группы, модная и привлекательная блондинка. Некоторые критики в то время упрекали Дебби Харри в том, что она «эксплуатирует свою сексуальность». В плане стиля Дебби Харри часто ориентировалась на свою подругу дизайнера Аню Филлипс и дизайнера Стивена Спроуса, который был её соседом. Часто слушатели думали, что Дебби Харри и есть Blondie, а остальные музыканты просто подыгрывают ей. Такое отношение не нравилось некоторым участникам группы, и одно время группа продавала значки и плакаты с надписью «Blondie — это группа».
Хотя группа становилась популярной в Великобритании, её признание в США шло медленнее. Ситуация изменилась с выходом в сентябре 1978 года третьего альбома Parallel Lines, который разошёлся тиражом более 20 миллионов копий. Продюсировал альбом Майк Чепмен. Альбом достиг 1 строчки в Великобритании и 6 в США. Из альбома вышло много хитов, в том числе «Picture This», «Hanging on the Telephone» (кавер на The Nerves), «Sunday Girl», «One Way or Another» (песня о сталкере, который преследовал Дебби). Основным хитом стала, записанная в стиле диско, композиция «Heart of Glass», попавшая на первые строчки хит-парадов множества стран, включая США и Великобританию. Клип на песню снимали в клубе «Студия 54», а музыканты на видео держали в руках диско-шар. Песня вызвала насмешки среди некоторых критиков и старых фанатов, которые стали говорить, что группа «продалась».

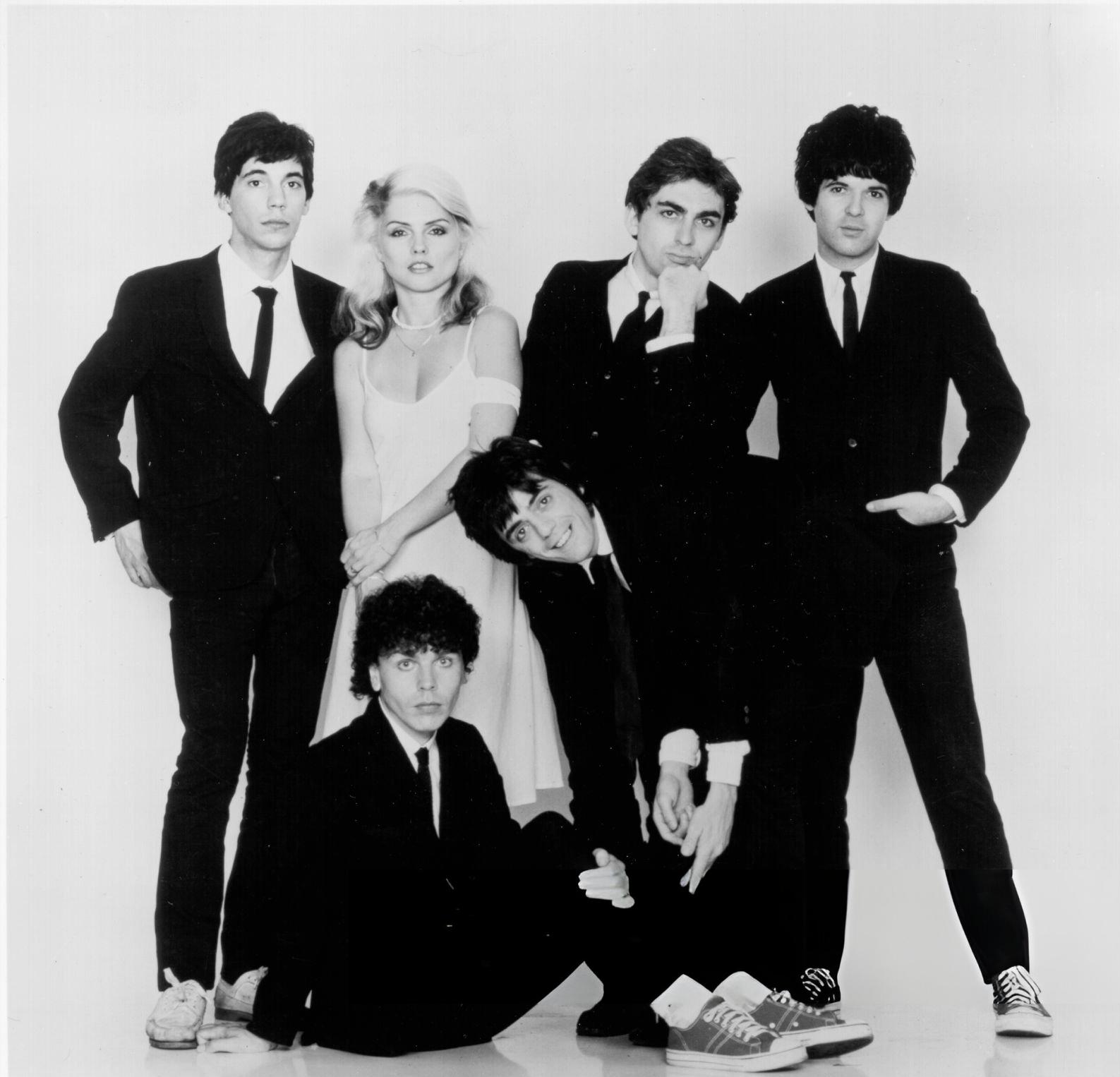
Blondie в 1978 году

В 1979 году вышел четвёртый альбом Eat to the Beat. В Великобритании он стал номером 1. Хитами из альбома стала пауэр-поп песня «Dreaming» и танцевальная «Atomic». Дополнительно вышел видеоальбом с видеорядом на каждую песню. В 1980 году большим хитом стала композиция «Call Me» из саундтрека к фильму «Американский жиголо» с Ричардом Гиром в главной роли. Песней занимался итальянский композитор Джорджо Мородер. У него была музыка, он попросил Blondie сочинить под неё текст и исполнить. Была выпущена даже испаноязычная версия под названием «Llamame».
В предстоящем новом альбоме музыканты хотели добавить больше экспериментов. Они не хотели выпускать то, что от них ждёт публика. Была даже идея отказаться в этот раз от продюсерства Майка Чепмена, но тот поддержал эксперименты. Хитами из нового альбома Autoamerican 1980 года по обе стороны Атлантики стали «The Tide Is High» и «Rapture». «The Tide Is High» была записана в жанре регги и была кавером на песню группы The Paragons. «Rapture» была записана с элементами хип-хопа, нового для того времени жанра. Экспериментальный альбом ожидаемо был принят хуже предыдущих. В 1980 году вышла музыкальная комедия «Техперсонал» с Митом Лоуфом в главной роли. Blondie сыграли в фильме самих себя. Группа исполнила в фильме кантри-песню «Ring of Fire» Джонни Кэша.
Между участниками группы росло напряжение, начались конфликты. Музыканты взяли передышку на один год, каждый занялся другими проектами. Дебби Харри выпустила в 1981 году свой первый сольный альбом KooKoo. Следующий альбом Blondie The Hunter 1982 года создавался в атмосфере взаимных ссор и обид. После выхода был принят прохладно. Первый сингл «Island of Lost Souls», записанный в жанре калипсо, приняли лучше. Второй сингл «War Child» достиг 39 строчки в британском чарте, а в американский не попал вовсе. В альбоме есть песня «For Your Eyes Only», которая была написана для фильма о Джеймсе Бонде «Только для твоих глаз». В конечном итоге создатели фильма предпочли другую песню, написанную Биллом Конти и исполненную Шиной Истон. Билеты на предстоящий мировой тур группы плохо продавались, и тур был отменён. У Криса Стейна было диагностировано редкое опасное генетическое заболевание пемфигус, и он уже не мог больше играть. В 1982 году группа прекратила существование.

### Воссоединение группы
В 1997 году, впервые за 15 лет, участники группы начали работать вместе. Они выпустили кавер-версию на композицию Игги Попа «Ordinary Bummer» для трибьют-альбома We Will Fall: The Iggy Pop Tribute (1997). Группа выступила под названием Adolph’s Dog.
Группа воссоединилась в составе: Дебби Харри, Крис Стейн, Клем Бёрк и Джимми Дестри, к которым присоединился гитарист Пол Карбонара и басист Ли Фокс. Фрэнка Инфанте на воссоединение не позвали вообще. Найджел Харрисон сыграл на нескольких концертах, но его попросили покинуть группу. На нескольких концертах в 1997 году с группой сыграл и Гэри Валентайн. Инфанте и Харрисон подали на группу в суд. Они хотели получить денежные компенсации, а также запретить воссоединившейся группе называться Blondie, якобы без них двоих остальные не могут использовать это название. Суд они проиграли.
Перед выходом нового альбома No Exit группа дала ряд концертов в Европе. Выступление в Лондоне транслировалось по национальному радио BBC Radio 1. За неделю до выхода альбома сингл «Maria» дебютировал под № 1 в Великобритании, тем самым став шестым синглом группы, достигнувшим первого места в национальном чарте. Хит «Maria» достиг первого места в 14 странах. Сам же альбом стал № 3 в Великобритании и № 17 в США. Группа отправляется в большое турне, во время которого записываются живые выступления группы и в 2000 году выпускается CD «Live» и DVD Blondie Live с выступлением, записанным в Нью-Йорке.

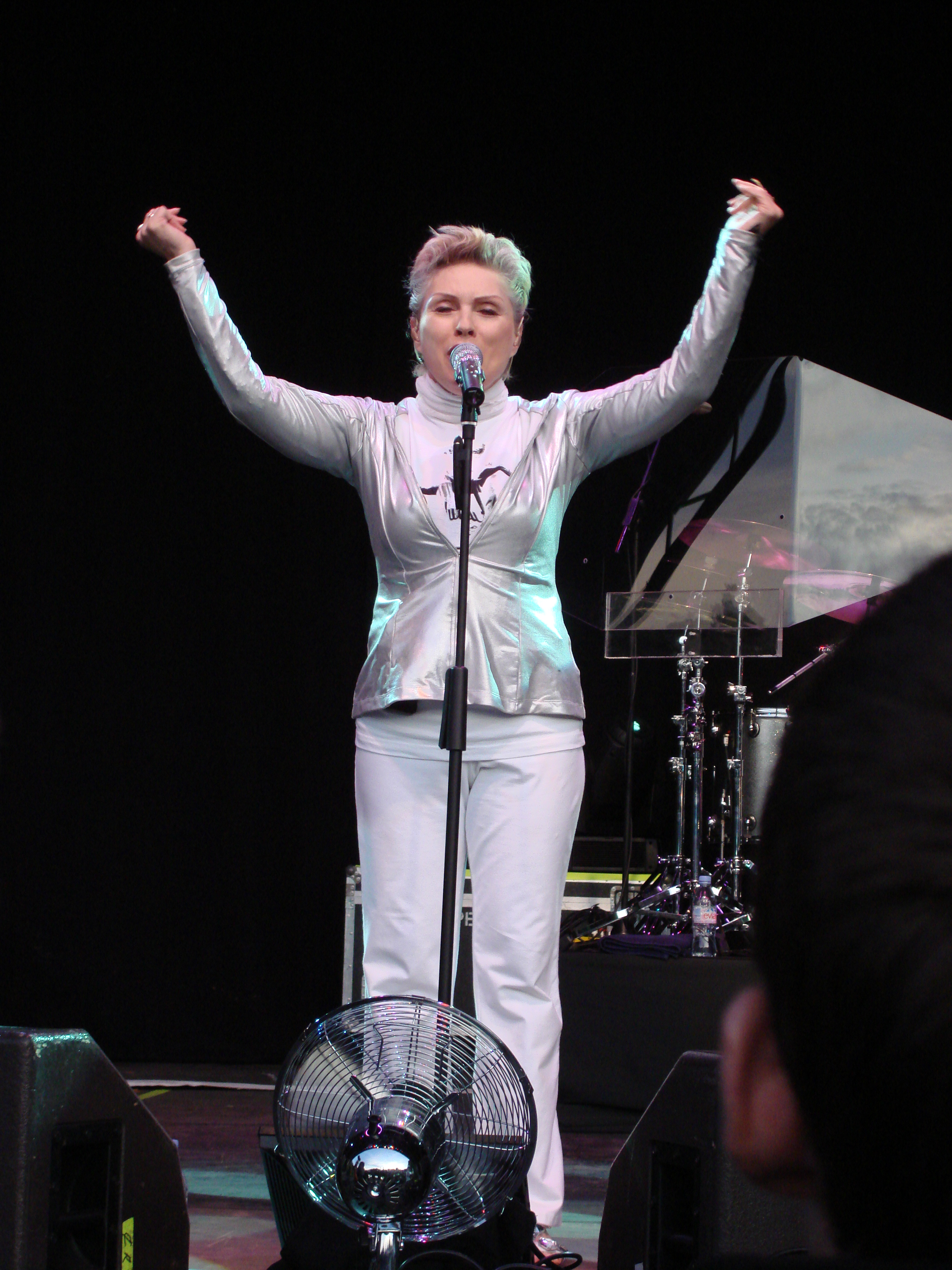
Дебби Харри в июле 2007 года

Материала для следующего альбома группа начала готовить в 2001 году, однако некоторые записи были утеряны в связи с террористическими актами 11 сентября. Восьмой студийный альбом The Curse of Blondie вышел в свет лишь в 2003 году. На протяжении 2003 и 2004 годов группа активно гастролировала по Европе. Хит из нового альбома «Good Boys» поднялся до № 10 в американских чартах.
В 2005 году был выпущен CD и DVD с живым выступлением группы Live by Request. В этом же году группа удивила поклонников выпуском микс-композиции «Rapture Riders», в которой объединила свой хит 1981 года «Rapture» с «Riders on the Storm» The Doors.
В 2006 году группа была включена в Зал славы рок-н-ролла. Примерно в то же время группа выпустила кавер-версию на композицию Roxy Music «More Than This», которую можно было свободно скачать в сети Интернет.
В конце 2006 года вышел новый ремикс на Heart of Glass, который быстро стал клубным хитом, в то же время Харри записала композицию «New York New York» совместно с Моби. Песня дебютировала на YouTube за 4 недели до официального релиза.
Летом 2007 Blondie начали гастрольный тур по Великобритании. На вопрос журналиста, почему в этот раз они исполняют композиции только из её сольных альбомов, Харри ответила: «Я собрала новое трио из участников группы, я действительно хочу чётко подчеркнуть разницу между сольными проектами Дебби Харри и творчеством группы Blondie, и я надеюсь что зрители поймут это и оценят другие материалы».
В 2008 году группа отметила 30-летие альбома «Parallel Lines», в честь этого события 3 июля 2008 года с аншлагом прошёл концерт в Израиле, став первым в новом мировом турне. Во время гастролей барабанщик Клем Бёрк сообщил, что поездка так вдохновила группу, что они решили создать новый альбом Panic of Girls.
В 2009 году Blondie отправились в совместный тур с Pat Benatar. В 2009 году группа записала свою версию знаменитой «We Three Kings».
Летом 2010 группа вновь отправилась в тур по Великобритании, появлялась на различных фестивалях, выступая как со своими старыми хитами, так и с композициями из ещё не вышедшего альбома.
Альбом был выпущен в июле 2011 года в Великобритании и Германии, а позже в США и Японии. Была проведена большая маркетинговая кампания в его поддержку, группа выпустила множество специальных изданий с бонус-треками и с дополнительными материалами к альбому (дополнительные CD, журналы и т. д.). Он получил хорошие отзывы у критики и тёплый приём публики. Первым синглом стала композиция «Mother» с клипом, а вторым «What I Heard».
В мае 2014 года вышел альбом Ghosts of Download.
В марте 2017 года стало известно, что группа работает над новым альбомом Pollinator, выход которого состоялся 5 мая 2017 года. В частности, автором одной из песен в альбоме выступила Charli XCX.
Ранее в январе 2017 было анонсировано, что группа 25 июня выступит на разогреве у Фила Коллинза в рамках его тура Not Dead Yet. Также Blondie выступили в Австралии и в Новой Зеландии вместе с Синди Лаупер.
21 декабря 2019 года Blondie в социальных сетях объявили, что выпустят EP и мини-документальный фильм под названием Vivir en La Habana, записанный во время пребывания группы в Гаване, Куба в марте 2019 года и срежиссированный Робом Ротом, но даты и подробности не сообщались. EP не является полностью «концертной» записью, поскольку Крис Стейн, который не присутствовал на концертах в Гаване, добавил гитарные партии в студии для улучшения концертных треков.
20 октября 2019 года Blondie объявили, что в ноябре 2021 года они отправятся в тур по Великобритании, состоящий из десяти концертов, на разогреве которых будут Garbage. Турне было отложено до апреля 2022 года из-за пандемии COVID-19. Бывший участник The Smiths Джонни Марр заменил Garbage в туре. В апреле 2022 года перед началом тура по Великобритании было объявлено, что Крис Стейн не сможет поехать с группой из-за проблем с сердцем. «Я имею дело с дурацким заболеванием под названием фибрилляция предсердий или ФП, которое представляет собой нерегулярное сердцебиение, и в сочетании с лекарствами, которые я принимаю от этого, я слишком устал, чтобы заниматься этим», — сказал Стейн. Его заменил Энди Блэкшугар. Басист Ли Фокс также отсутствовал из-за травмы спины. Бывший басист Sex Pistols Глен Мэтлок заменил его. Мэтлок также выступит с группой на грядущем альбоме Blondie.
В апреле 2023 года Blondie выступили на Coachella 2023.
В интервью для BBC Radio 6 Music в июне 2024 года Харри и Стейн подтвердили, что новый альбом Blondie выйдет весной 2025 года. За этим последовали фотографии, размещенные в официальных социальных сетях Стейна и Blondie, на которых Харри находится в студии звукозаписи, с подписью «Как бы то ни было. Альбом Blondie выйдет в следующем году». Однако альбом до сих пор не выпущен.
Ровно через пятьдесят лет после того, как он впервые присоединился к Blondie, барабанщик Клем Берк умер от рака 6 апреля 2025 года. Берк играл на каждом альбоме Blondie, начиная с дебютного альбома 1976 года и вплоть до предстоящего двенадцатого альбома группы.

## Состав
| Текущий состав - Дебби Харри — ведущий вокал (1974—1982, 1997—наши дни) - Крис Стейн — гитара, бас-гитара (1974—1982, 1997—наши дни; не гастролирует с 2019) - Ли Фокс — бас-гитара (2009—наши дни; концерты: 1997—2009; не гастролирует с 2022) - Мэтт Катц-Боэн — клавишные, бэк-вокал, гитара (2009—наши дни; концерты 2004—2009) - Томми Кесслер — гитара (2010—наши дни) Концертные участники - Энди Блэкшугар — гитара, бэк-вокал (2021—наши дни) - Глен Мэтлок — бас-гитара (2022—наши дни) | Бывшие участники - Фред Смит — бас-гитара (1974—1975) - Билли О’Коннор — ударные (1974—1975; умер в 2015) - Иван Крал — гитара (1974; умер в 2020) - Клем Бёрк — ударные, перкуссия (1975—1982, 1997—2025; его смерть) - Гэри Валентайн — бас-гитара, гитара (1975—1977, 1997) - Джимми Дестри — клавишные, бэк-вокал (1975—1982, 1997—2003) - Фрэнк Инфанте — гитара, бэк-вокал (1977—1982), бас-гитара (1977—1978) - Найджел Харрисон — бас-гитара (1978—1982, 1997) - Пол Карбонара — гитара, бэк-вокал (2009—2010; концерты: 1997—2009) Бывшие концертные участники - Кевин Патрик — клавишные, бэк-вокал (2003—2007) - Джимми К Бонс — гитара (2003) |

## Дискография

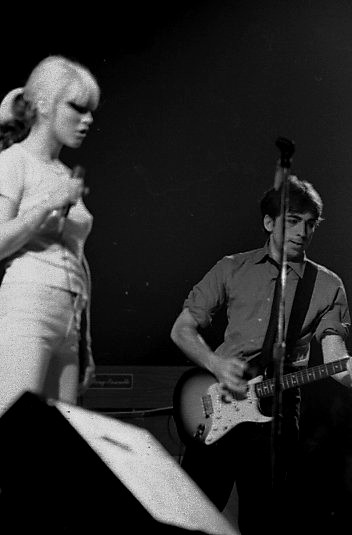
Дебби Харри и Крис Стейн

### Студийные альбомы
- 1976 — Blondie
- 1978 — Plastic Letters
- 1978 — Parallel Lines
- 1979 — Eat to the Beat
- 1980 — Autoamerican
- 1982 — The Hunter
- 1999 — No Exit
- 2003 — The Curse of Blondie
- 2011 — Panic of Girls
- 2014 — Ghosts of Download
- 2017 — Pollinator